# Tarros Class
La Tarros Class è una tipologia di nave Ro-Ro container progettata dalla Tarros per lavorare nei porti senza attrezzature di movimentazione container.

## Il progetto
Il modello, ideato dall'Ing. Giorgio Musso, si basava su un portellone abbattibile a prua per velocizzare gli attracchi ed incrementare, equilibrandolo meglio, il carico. Il ponte di coperta veniva caricato con pile di container ed era rimovibile a zone per agganciare dall'alto i container nella stiva e adagiarli sui camion entrati dal portellone. Ai lati e per quasi tutta la lunghezza della coperta, era montata su rotaie una gru a carroponte per evitare lo sbraccio fuori bordo dei vecchi bighi, sconsigliabile con trenta tonnellate appese.
Il modello fu adattato su una nave norvegese, la Alabama (ex Malla-1966), acquistata dalla Tarros Spa nel gennaio del 1969. Il 2 febbraio 1969 la motonave Vento di Tramontana, prototipo di classe, entrò in servizio sulla linea Genova-Cagliari.
In Italia e all'estero furono costruiti 30 esemplari di navi Tarros Class.